# Seznam osobností Vyškova
Seznam rodáků a významných obyvatel Vyškova

## Politici

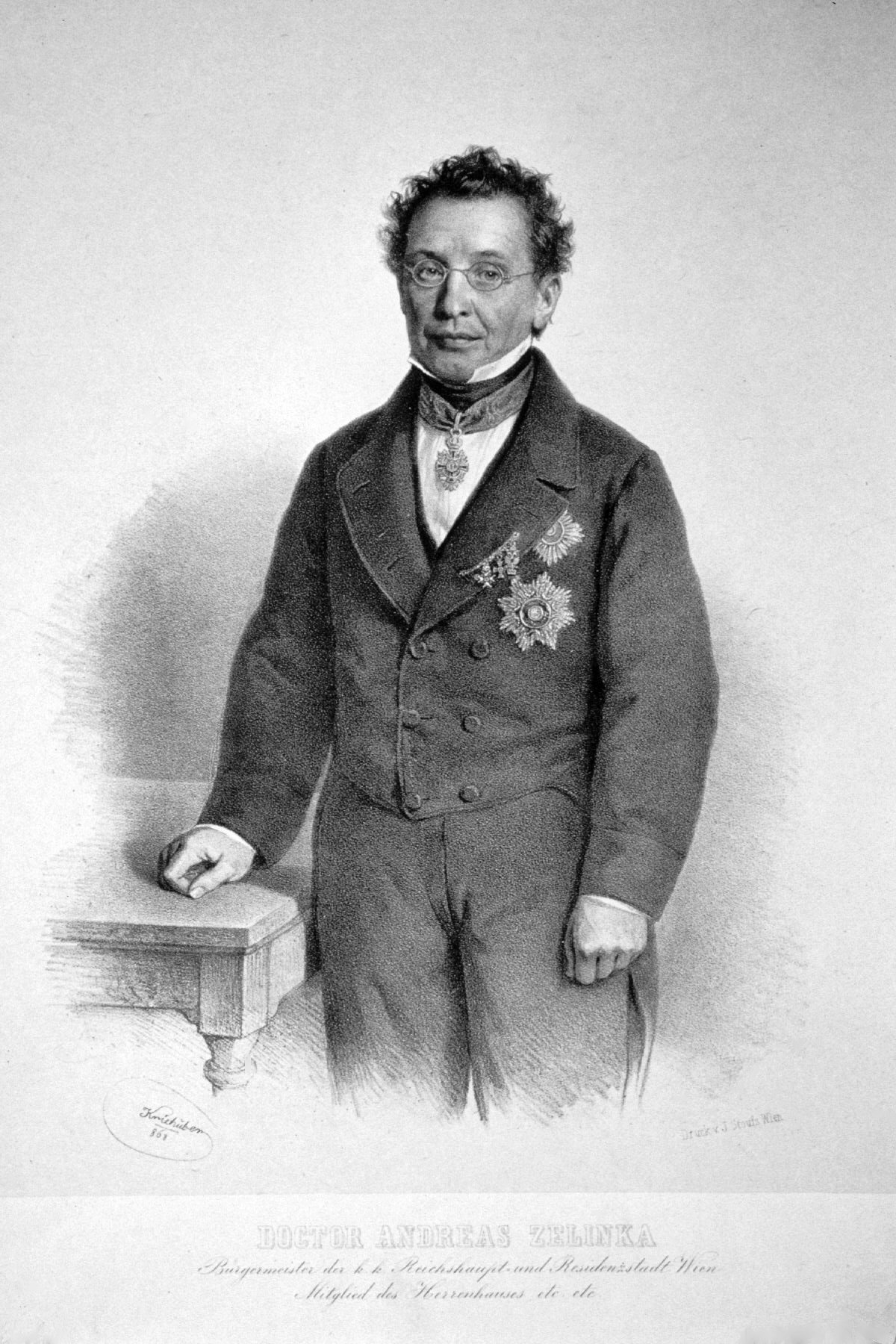
Ondřej Zelinka, starosta Vídně

- Josef Jan Trávníček († 1860), ranhojič, oční i ženský lékař, operatér a purkmistr města Vyškov.
- Ondřej Zelinka (1802–1868), starosta města Vídeň v letech 1851–1860.
- Jan Hon (1897-1942), starosta Vyškova, umučený nacisty.
- Bedřich Kostelka (1898-1973), český a československý politik a člen Československé strany lidové, za kterou byl po roce 1945 poslancem Prozatímního Národního shromáždění.
- Otto Planetta (1899–1934), rakouský meziválečný fašistický politik, vrah kancléře Engelberta Dollfusse.

## Sportovci
- Lada Kozlíková, reprezentantka v silniční cyklistice a 39násobná mistryně ČR, Mistryně světa 2002, Mistryně Evropy 2006.
- Jan Burian, biatlonista.
- Milan Adamec, atlet (3. místo v Pražském maratonu).
- Andrea Fialková, plavkyně.
- Michal Grošek, hokejista a hráč NHL.
- Michal Kadlec, fotbalista.
- Michal Barinka, hokejista a hráč NHL.
- Vlastimil Černý, plavec.
- Svatopluk Kudlička, atlet, veteránský mistr ČR v půlmaratonu 2006.
- Robert Kousal, hokejista.

## Umělci
- Jan Šoupal (1892–1964), dirigent PSMU, zasloužilý umělec.
- Vladimír Štědroň (1900–1982), skladatel, hudebník (pianista, varhaník, violista), dirigent, hudební pedagog a právník.
- Zora Šemberová (1913–2012), česká tanečnice, taneční pedagožka, choreografka.
- Karel Kachyňa (1924–2004), režisér a scenárista.
- Boris Hybner (1941–2016), mim, dramatik, pedagog a režisér.
- Alena Doláková (1989), herečka a tanečnice.

## Vědci

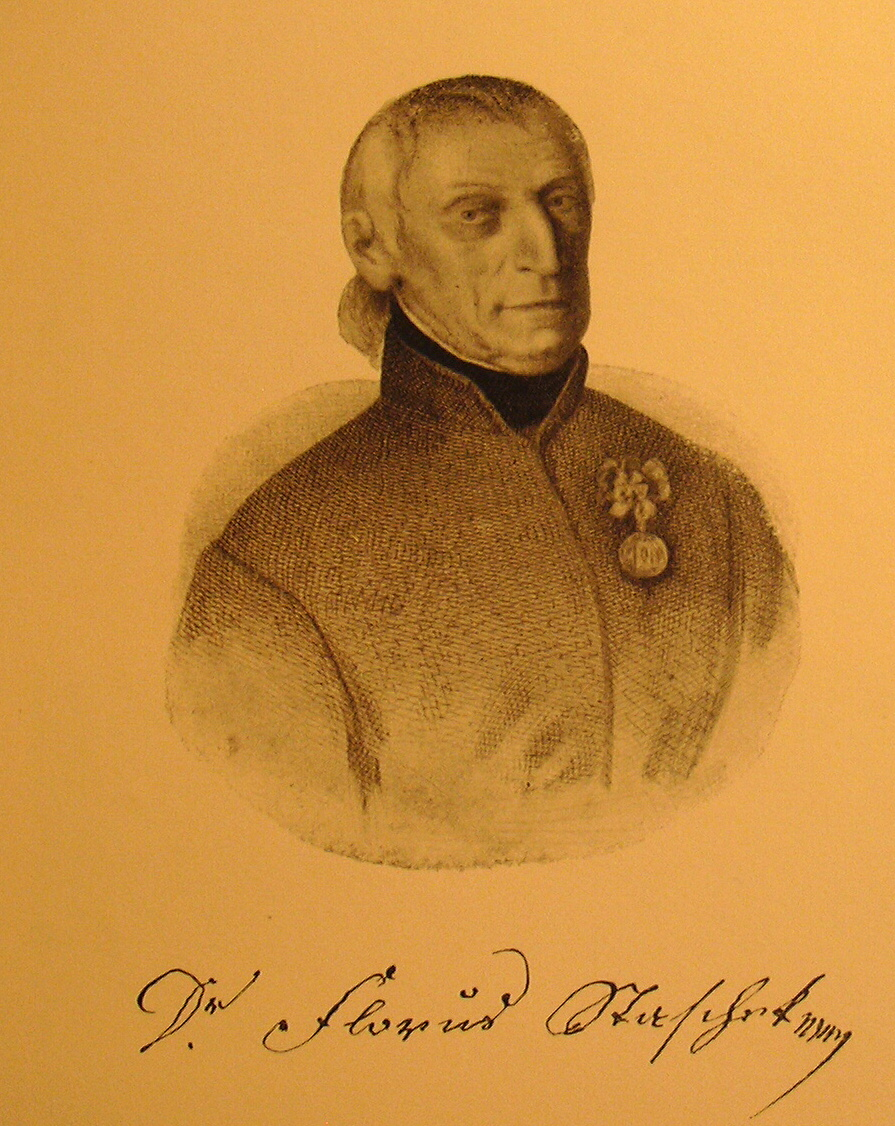
Ignác Florus Stašek, matematik

- Ignác Florus Stašek (1782–1862), rektor koleje piaristické v Litomyšli a matematik.
- Bohumil Navrátil (1870–1936), historik, archivář, profesor, děkan FF MU v Brně, rektor MU v Brně.
- Alois Musil (1868–1944), cestovatel, orientalista.
- Antonín Tučapský (1928–2014), hudební skladatel, dirigent, pedagog, čestný občan města Vyškova.

## Ostatní
- Václav Lederhofer (1822–1873), literát, účetní oficiál a hlavní komorní účtárny ve Vídni.
- Václav Oharek (1845–1916), vlastivědný spisovatel, farář u sv. Mikuláše ve Znojmě a znojemský děkan.
- Jan Vyhlídal (1861–1937), hanácký spisovatel, duchovní, etnograf, národopisný sběratel.
- František Obzina (1871–1927), tiskař a nakladatel, zakladatel Obzinovy tiskárny ve Vyškově, vydavatel Edice Obzinových listů.
- Bohumír Bunža (1877–1950), kněz, olomoucký vikář, děkan ve Vyškově, místostarosta tamtéž; zemřel na následky mučení při výsleších.
- Alois Báňa (1892–1977), tiskař, nakladatel a zeť Fr. Obziny.
- Leo Anderle (1913–1942), rodák z Nosálovic, během 2. světové války pilot Royal Air Force.
- Václav Medek (1922–1972), římskokatolický teolog, duchovní, církevní historik, vysokoškolský pedagog.
- Vojtěch Procházka (1890–1946), středoškolský učitel, organizátor společenského života ve Vyškově, městský archivář, věnoval se i péči o muzeum.
- Silvie Lauder, rozená Blechová (*1981), publicistka a novinářka týdeníku Respekt.